# گیلید (آیوا)
گیلید (به انگلیسی: Gilead) یک منطقهٔ مسکونی در ایالات متحده آمریکا است که در آیووا واقع شده‌است. گیلید ۳۹۲٫۸۹ متر بالاتر از سطح دریا قرار دارد.